# 京都府道483号安場田野線
京都府道483号安場田野線（きょうとふどう483ごう やすばたのせん）は、京都府綾部市を通る一般府道である。

## 概要
綾部市安場町から綾部市上野町に至る。
綾部市の市街地に程近い山里を走るため、沿道はひっそりとした静かさを保っている。一部狭隘区間が存在するが、基本的にはセンターラインのある片道一車線道となっている。

### 路線データ
- 起点：京都府綾部市安場町（安場交差点、京都府道522号三俣綾部線交点）
- 終点：京都府綾部市上野町（兵庫県道・京都府道709号中山綾部線交点）

## 地理

### 通過する自治体
- 綾部市

### 交差する道路
| 交差する道路                      | 交差する場所 | 交差する場所      |
| --------------------------------- | ------------ | ----------------- |
| 京都府道522号三俣綾部線           | 安場町       | 安場交差点 / 起点 |
| 兵庫県道・京都府道709号中山綾部線 | 上野町       | 終点              |

### 沿線
- 綾部市田野グラウンド
- 綾部市斎場